# Adolph Kolping

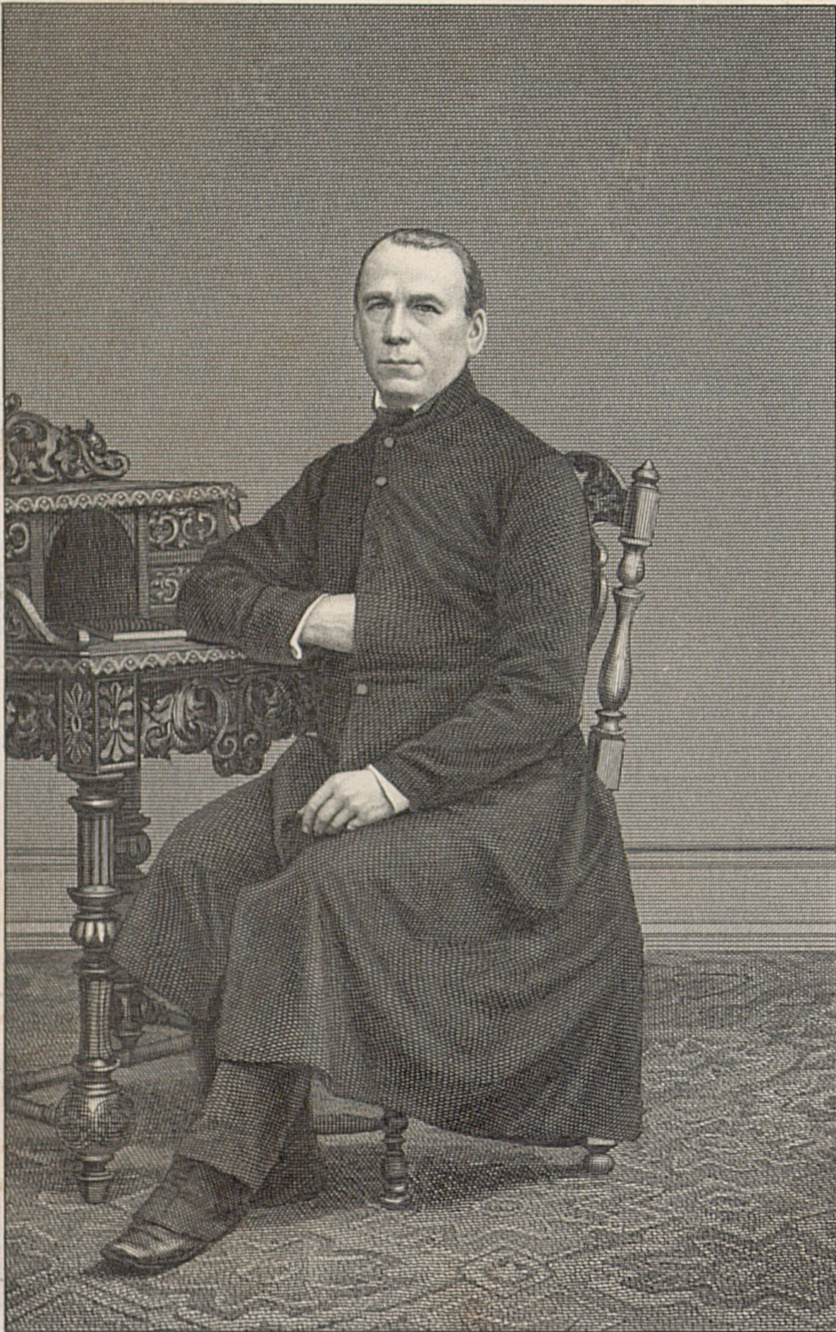
Mons. Adolph Kolping

Blahoslavený Mons. Adolph Kolping (8. prosince 1813, Kerpen, Německo – 4. prosince 1865, Kolín nad Rýnem) byl německý katolický kněz, sociální reformátor a zakladatel tzv. Kolpingova díla, rozsáhlé sociální federace zajišťující, zejména mladým lidem, vzdělání a podporu v nouzi. Je blahoslaveným římskokatolické církve, kde se jeho památka slaví 6. prosince.

## Život
Kolping vyrůstal ve velmi chudých poměrech jako čtvrté dítě pastevce ovcí. V 18 letech odešel do Kolína nad Rýnem jako asistent obuvníka. Sám usiloval o vyšší vzdělání, ale jeho rodinné poměry mu to neumožňovaly. Byl šokován životními podmínkami tamějších lidí, což ovlivnilo jeho rozhodnutí stát se knězem. Ve věku 23 let začal studovat Dreiköniggymnasium v Kolíně nad Rýnem a od roku 1841 teologii v Mnichově, později také Bonnu a Kolíně nad Rýnem.
10. dubna 1845 byl v Kolíně nad Rýnem vysvěcen na kněze. Nejdříve pracoval v Elberfeldu (nyní část Wuppertalu) jako kaplan a katecheta.
V roce 1847 se stal druhým prezidentem tzv. Jednoty katolických tovaryšů, založené předcházející rok Johannem Gregorem Breuerem, která mladým tovaryšům zajišťovala náboženskou a sociální podporu.
Roku 1849 se vrátil do Kolína nad Rýnem jako vikář v kolínském chrámu a založil kolínskou jednotu tovaryšů. V roce 1850 spojil již existující tovaryšské jednoty do jedné federace. Toto spojení je základem dnešních mezinárodních Kolpingových rodin, jež jsou součástí tzv. Kolpingova díla. Až do své smrti se snažil toto svoje dílo rozvíjet. Během jeho života vzniklo celkem více než 400 domů nejen v Evropě, ale i v Americe. Na jeho práci navázali další a pod názvem Kolpingovo dílo pracují dodnes. Jedná se o mezinárodní projekt zajišťující zejména vzdělání, sociální podporu a zprostředkování křesťanských zásad mladým lidem. Celé Kolpingovo dílo je rozděleno do jednotlivých národních svazů.
V České republice bylo s nástupem komunistického režimu Kolpingovo dílo zakázáno a potlačováno. Obnova nastala až po revoluci v roce 1989.
V roce 1854 Kolping založil týdeník Rheinische Volksblätter, který se brzy stal jedním z tehdy nejúspěšnějších tištěných periodik. Jím vydávané tiskoviny sloužily jednak k šíření náboženské osvěty, jednak k finančnímu zaopatření spolku. Kolping napsal také několik děl.
Roku 1862 se stal farářem v kostele početí Panny Marie. V tomtéž roce mu byl papežem bl. Piem IX. udělen titul monsignore.
Kolping zemřel 4. prosince 1865 na rakovinu plic těsně přes svými 52. narozeninami. Je pohřben v minoritském kostele v Kolíně nad Rýnem.

## Úcta a odkaz
Dne 27. října 1991 byl Adolph Kolping beatifikován papežem sv. Janem Pavlem II. Jeho památka je slavena 6. prosince.
Svým dílem a životem Adolph Kolping rozpoutal diskusi uvnitř římskokatolické církve o jejích sociálních úkolech. V této souvislosti je Kolping označován za sociálního reformátora.

Při jeho beatifikaci sv. Jan Pavel II. prohlásil: 
| „ | Svými idejemi je průkopníkem a předchůdcem velkých sociálních encyklik, které začaly encyklikou 'Rerum novarum' (1891) a letos nalezla svou následovnici v 'Centesimus annus'. | “ |

Pouze v Německu je dnes více než 275 000 členů Kolpingova díla, tvořících 2730 místních Kolpingových rodin, čímž představují největší sociální federaci v zemi. Celosvětově je organizace činná v 59 zemích a má více než 470 000 členů, rozdělených do asi 5000 Kolpingových rodin.
V roce 2003 se v německé televizní anketě Naši nejlepší umístil na 11. místě.